# Maemonstrilla okame
Maemonstrilla okame is een eenoogkreeftjessoort uit de familie van de Monstrillidae. De wetenschappelijke naam van de soort is voor het eerst geldig gepubliceerd in 2008 door Grygier & Ohtsuka.